# ブラックバーン バッカニア
ブラックバーン バッカニア
バッカニア S.2B
- 用途：攻撃機
- 分類：艦上攻撃機
- 製造者：ブラックバーン・エアクラフト
→ホーカー・シドレー
- 運用者

  -  イギリス海軍（艦隊航空隊）
  -  イギリス空軍
  -  南アフリカ空軍
- 初飛行：1958年4月30日
- 生産開始：1962年7月17日
- 退役：1993年
- 運用状況：退役(3機が民間会社で飛行可能)

ブラックバーン バッカニア (Blackburn Buccaneer) は、イギリスのブラックバーン・エアクラフト社が開発し、イギリス海軍及びイギリス空軍によって使用された複座艦上攻撃機。開発・製造中に起きたイギリスの航空機メーカーの再編のため、メーカー名は書籍によってはホーカー・シドレーやBAeになっていることがある。敵のレーダー網をくぐり抜けるために低空を高速で飛行し、敏捷な運動性と高い機体強度を兼ね備えた全天候能力を有するが、音速に達する事が出来ない遷音速機であった。

## 開発
1950年、当時ソ連海軍がスヴェルドロフ級巡洋艦の大量建造を計画していることを知ったイギリス海軍は、それらに対抗するための手段を模索していた。その結果、レーダーに捕捉されない海面すれすれの低空を飛行し、数に勝るソ連艦隊を核爆弾によって一網打尽にする戦術が考案され、専用の機体が開発されることとなった。
1953年3月に海軍参謀要求NA.39（後により具体的な要求仕様書M.148Tとなる）として審査が行われた結果、ブラックバーン・エアクラフト社のB.103が採用された。
B.103の基本設計は1954年7月に完了し、翌1955年には開発契約が正式に結ばれ、20機の前量産型が発注された。
B.103の開発は1957年2月まで最高機密とされており、秘匿名称としてBNA（Blackburn Naval Aircraft）もしくはARNA（Another Royal Navy Aircraft）と呼ばれていたが、一部の社員からはバナナ・ジェット（Banana Jet）と呼ばれており、配備後もパイロットからこのように呼ばれるようになった。
バッカニアの前量産型の1号機（シリアル番号：XK486）は、1958年4月30日にRAEのベドフォード飛行場 (RAE Bedford) にて、デレク・ホワイトヘッド（Derek Whitehead）の操縦により初飛行した。
1960年1月には空母での運用試験が開始され、19日には「ヴィクトリアス」に初めて着艦した。同年8月には、海賊の黄金時代にカリブ海のスペイン領を荒らしていた英仏出身者の公認海賊にちなんで「バッカニア」と命名された。
同じく1960年に、ブラックバーン社はホーカー・シドレーに吸収合併されたため、バッカニアの整備や改良型の生産はホーカー・シドレー社によって行われた。
1961年3月7日には運用試験部隊である第700海軍飛行隊がロジーマス海軍航空基地にて編成され、1962年7月には初の実戦飛行隊である第801海軍飛行隊が編成された。
後に、バッカニアS.1に搭載されていたデ・ハビランド ジャイロン・ジュニアエンジンの推力不足が原因で、兵装と燃料を満載しての発艦が不可能であることが判明したため、ロールス・ロイス スペイターボファンエンジンを搭載したバッカニアS.2の開発が1959年後半から始められ、1963年5月に開発が完了し、5月13日に初飛行した。
バッカニアS.2はエンジンのインテイクが大型化しているのが外見上の特徴であるが、電子装備の近代化や機体構造の強化（＝兵装搭載量の増加）も行われている。
S.2の空母での運用試験は1965年4月からアメリカ近海で行われており、同年にはアメリカ空母「レキシントン」とのクロスデッキ訓練が行われた。さらには、カナダのグースベイ航空基地からロッシーマス海軍航空基地までの1,950マイルを4時間16分で（無着陸かつ、空中給油も受けずに）飛行した。
現役中期には自身の後継機であるトーネード IDS開発において貢献することになる。元々がかなりタフな設計なうえに機体のサイズも近く、そして低空侵攻しての対地攻撃という共通の任務があったので適任とされ、実際に成果を挙げている。この用途で使われたものは機首の形が異なる（トーネード用のレドームに換えられている）ので見た目での区別も可能である。

## 設計と特徴
上記の通り、「空母から発艦し、低空を亜音速～遷音速で飛行しての核攻撃」を前提に設計されているため、様々な工夫が凝らされている。

### 胴体・主翼・尾翼
機体は胴体の中ほどに主翼を配置した中翼機であり、胴体はエリアルールを適用して設計され、胴体下部には爆弾倉が配置されている。また胴体後端部のテイルコーンは左右に二分して開くエアブレーキとなっている。空母への格納時には機首レドームを左側に折り畳むと共に、エアブレーキを展開することで全長を短くするのにも貢献している。
コクピットはタンデム式であり、前席にパイロット、後席にオブザーバーが搭乗する。キャノピーは前後席で一体化されており、後方にスライドして開く。
主翼は後退翼であり、艦上機であることから上方に油圧で折り畳めるように設計されている。尾翼は、垂直尾翼の上端部に水平尾翼を配置したT字尾翼である。

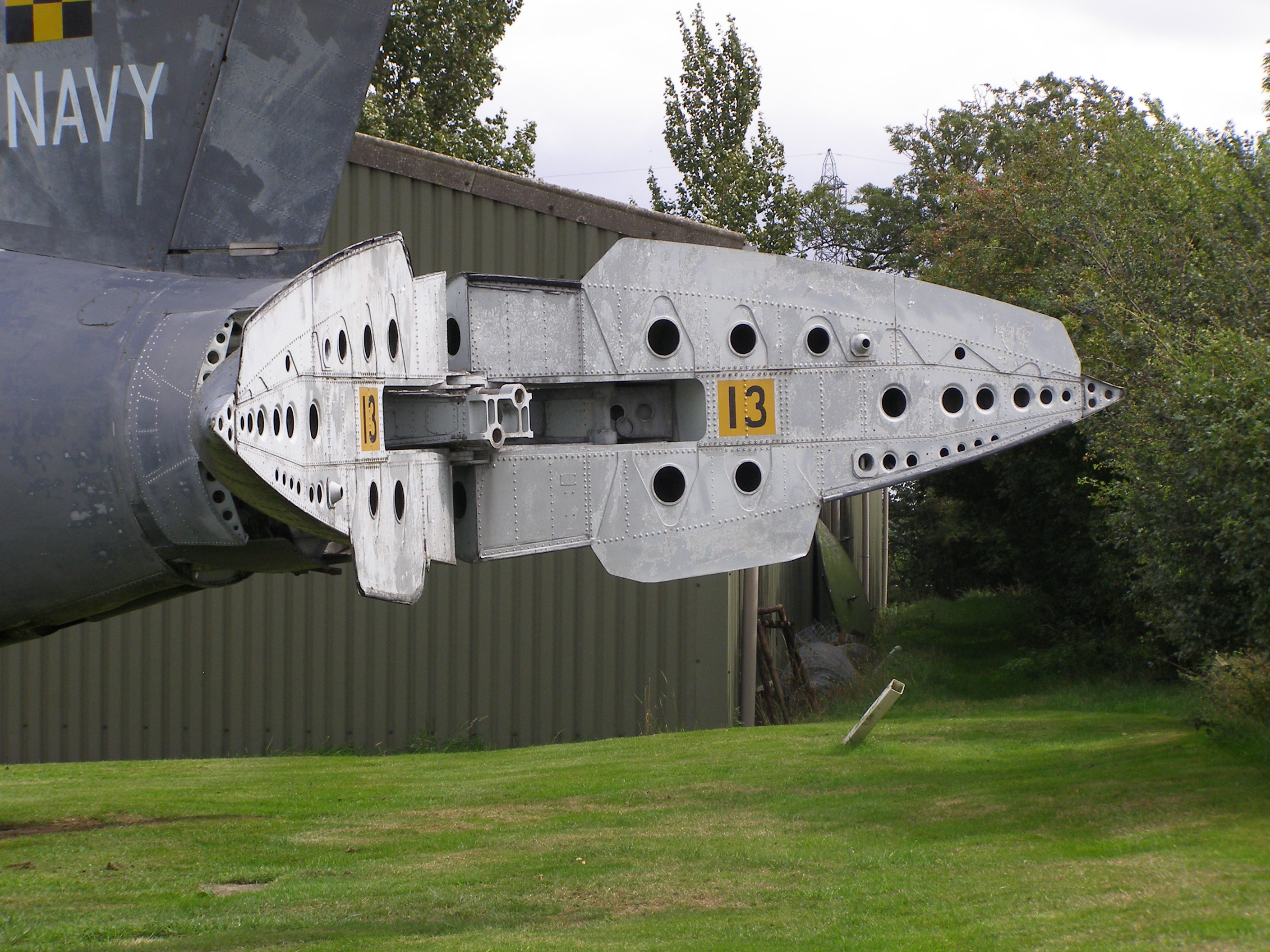
展開された状態のエアブレーキ。
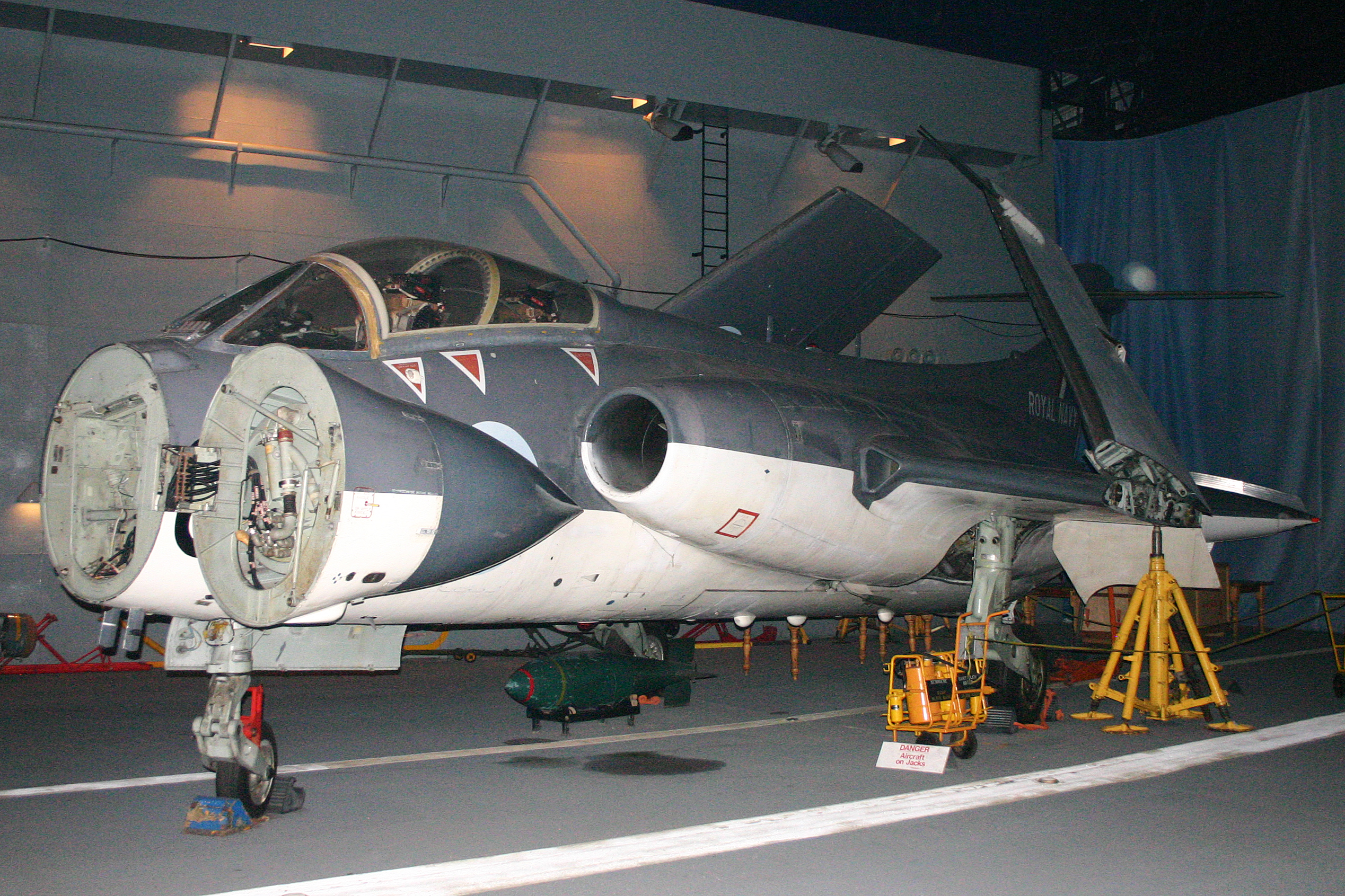
機首と主翼を折り畳んだバッカニアS.1。
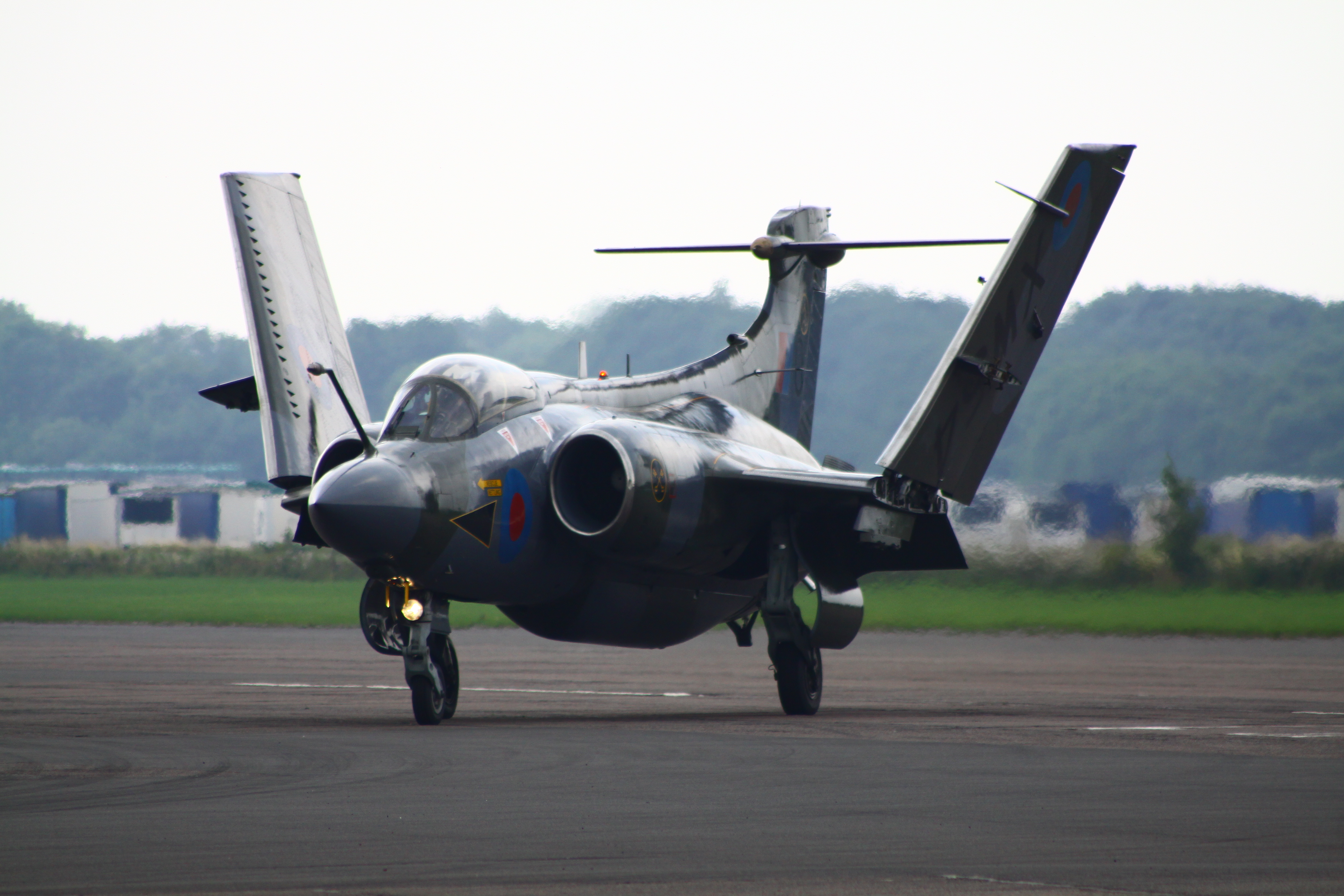
主翼を折り畳むバッカニアS.2。主翼上面に多数のヴォルテックスジェネレータが設置されている。
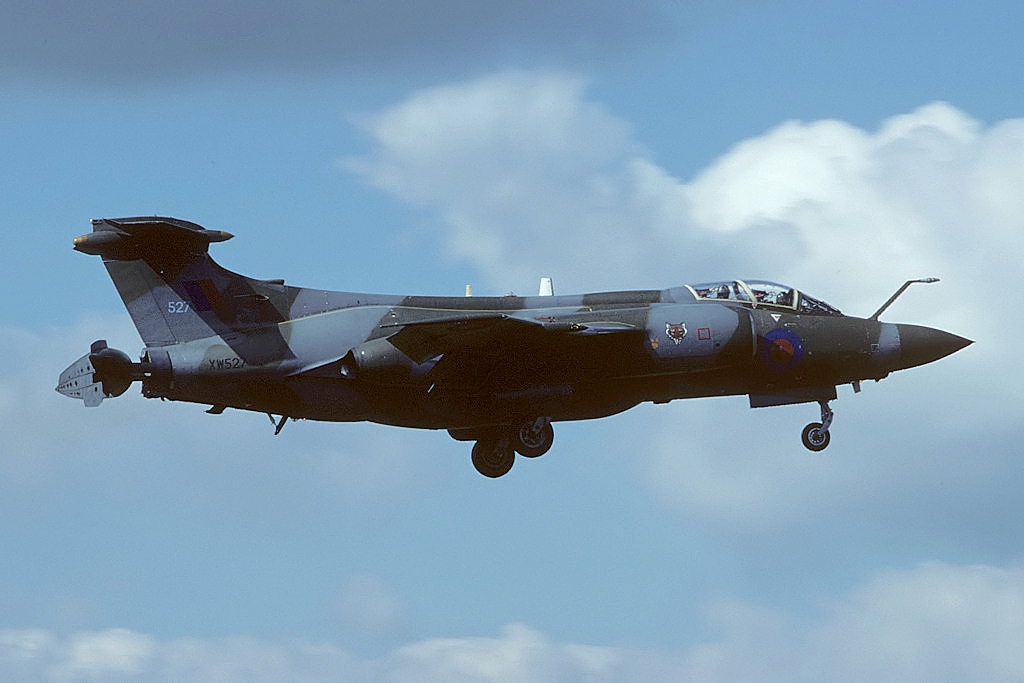
後端部のエアブレーキを開くバッカニアS.2。

### 境界層制御

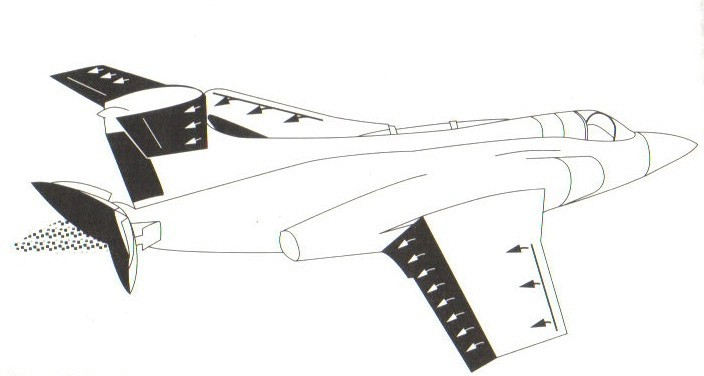
バッカニアの吹き出し式フラップの模式図。

バッカニアは、主翼と水平尾翼の双方に吹き出し式フラップ (Blown flap) による境界層制御機構を組み込んでいるのが特徴の一つである。
バッカニアは低空侵攻攻撃機であるので、低空での突風（ガスト）の影響を抑え、かつ空気抵抗を低くするには翼面荷重と翼幅荷重を高く（＝主翼をなるべく小さく）する必要があった。
しかしバッカニアは空母での運用を前提とする艦上機なので、発艦・着艦速度を抑えるためには逆に翼面荷重と翼幅荷重を低く（＝主翼をなるべく大きく）する必要があるという、二律背反に陥った。
そこで、主翼がある程度小さくても発艦・着艦速度を下げることができるように、保守負担の増加を甘受してでも吹き出し式フラップによる境界層制御機構が組み込まれた。
吹き出し式フラップは、主エンジンの圧縮機から抽出した圧縮空気を、前縁フラップのヒンジ上面から主翼上面へ、後縁フラップのヒンジ上面からフラップ上面にそれぞれ這わせるように勢いよく噴出させることで、コアンダ効果により周辺の境界層を巻き込み、高迎角での境界層剥離による失速を防ぐ。
さらに水平尾翼の前縁下部からも水平尾翼下面に沿って噴出させることで、迎角を取るために大きく下げ舵を取っている水平尾翼下面の失速を防ぐようになっている。
これにより、発艦・着艦時には低速でもより大きな迎角を取ることで揚力を維持できるようになり、発艦・着艦速度の低下につながった。南アフリカ空軍のS.50型の離陸滑走を例にとれば、境界層制御不使用時には滑走距離3,700フィート（1,128 m） /離陸速度175ノット（324 km/h; 201 mph）が、境界層制御を使用すると滑走距離3,000フィート（914m）/離陸速度144ノット（266 km/h; 165 mph）に低下している。

### エンジン
エンジンは、胴体と左右主翼の接合部分に1基ずつの、計2基搭載する。リヒートは装備していない。
S.1ではデ・ハビランド製のジャイロン・ジュニア101 ターボジェットエンジンを搭載していたが、推力は7,100 lbf程度
のため、燃料・兵装を満載しての発艦が不可能となる事態が生じたため、運用時には燃料を半分だけ搭載した状態で発艦した後でスーパーマリン シミターから空中給油を受けることで補っていた。
改良型のS.2では、推力11,100 lbfのロールス・ロイス製スペイ Mk101 ターボファンエンジンに変更した。エンジン換装で推力が約1.5倍強に増強されたことから、燃料と兵装を満載しての発艦が可能となり、使い勝手が向上した。
S.1とS.2では、インテイクがS.1では円形であるのに対し、S.2では上下に伸びた楕円形になっているのが外見上の特徴である。
さらに、南アフリカ空軍向けのS.50では、空気の薄くなる高温の高地にある飛行場におけるエンジン推力低下を懸念して、離陸補助用に推力8,000lbfのブリストル・シドレー BS.605ロケットエンジンを後部胴体下面・エアブレーキ直前に搭載した。

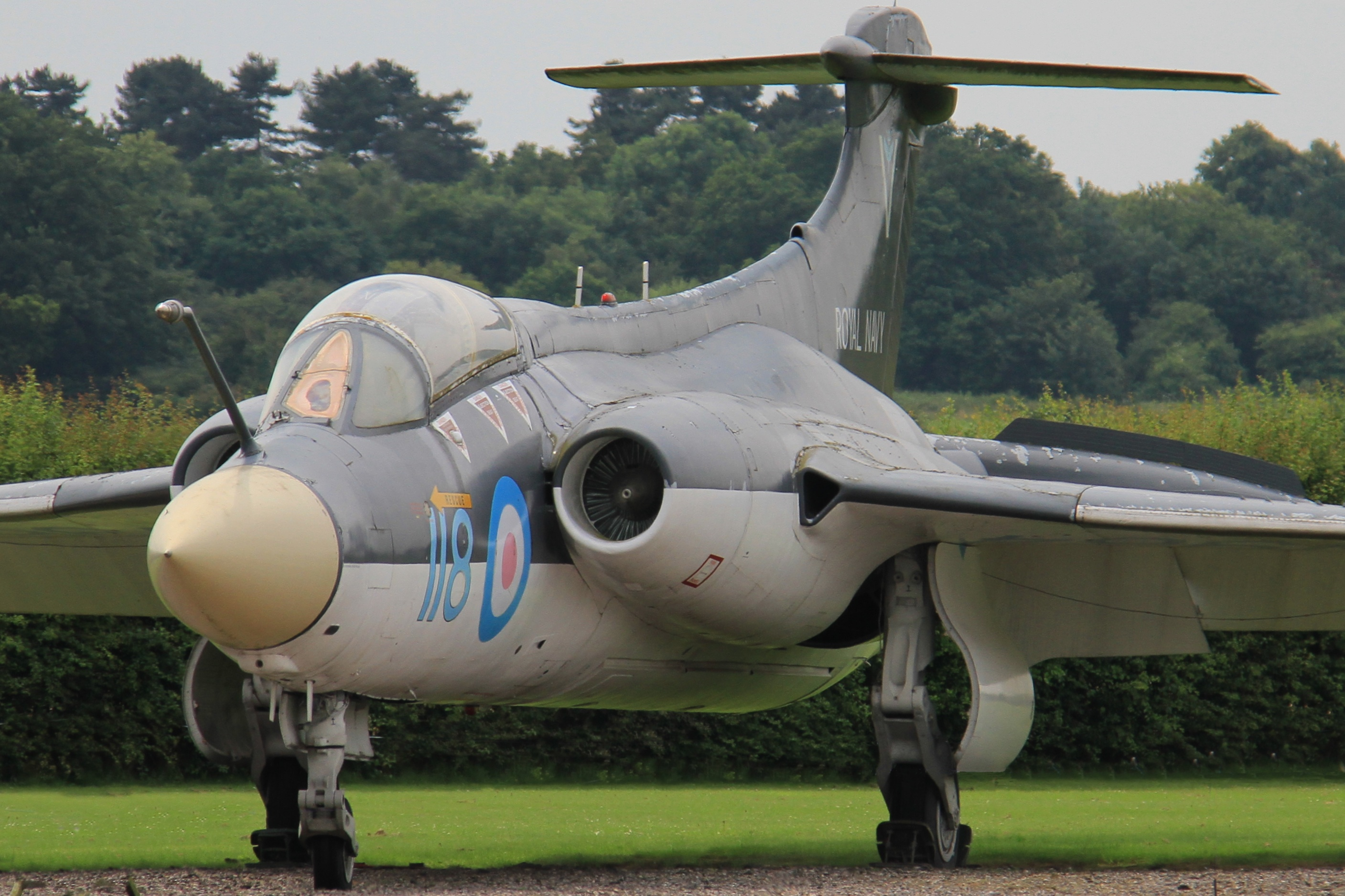
バッカニアS.1。インテイクは円形になっており、エンジンナセルと主翼の接合部分正面にも空気取り入れ口がある。
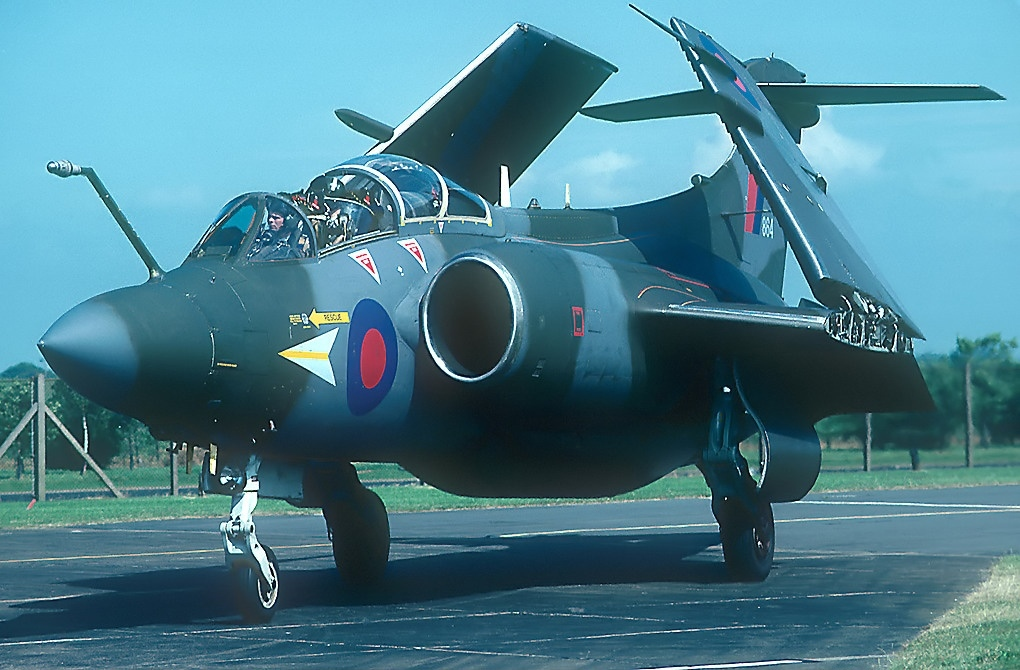
バッカニアS.2。インテイクは上下方向に伸びた楕円形になっており、エンジンナセルと主翼の接合部分正面にあった空気取り入れ口が無くなっている。
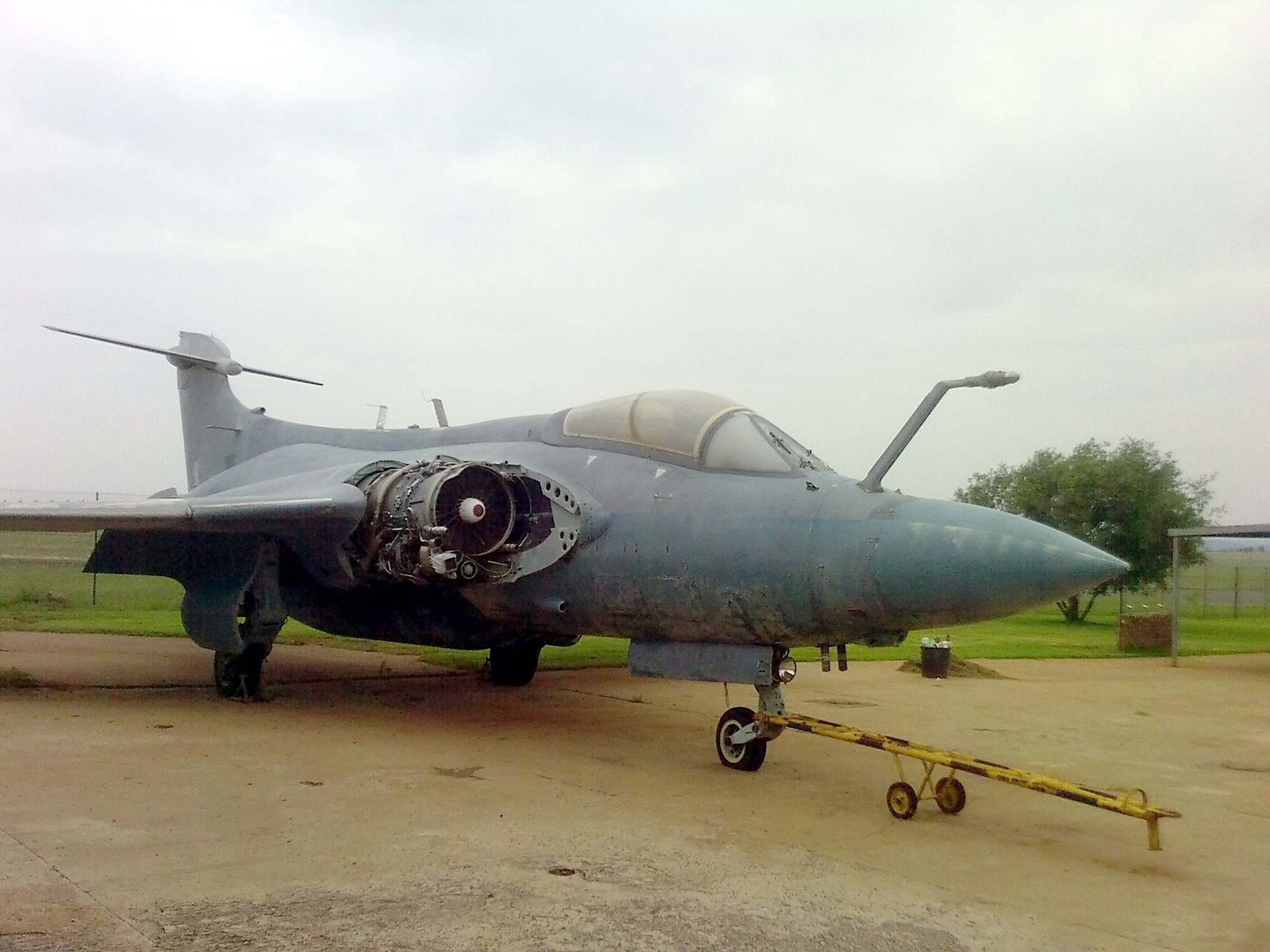
バッカニアS.50。インテイク部分が外されて、スペイエンジンが見える。

### 兵装

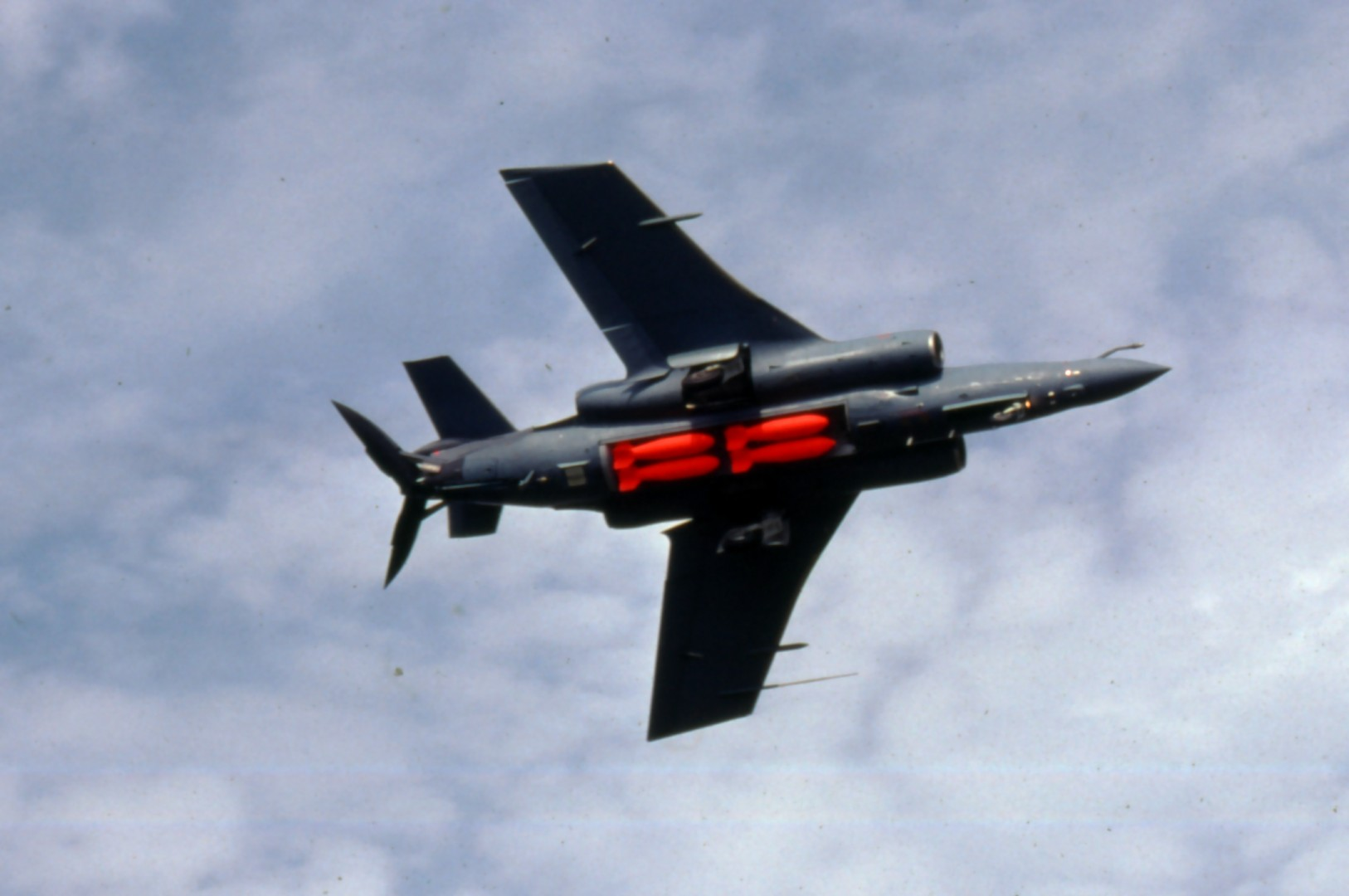
バッカニアの爆弾倉の内部に、4発の爆弾が搭載されている（赤色なので模擬弾か？）

バッカニアの兵装は、胴体下面の爆弾倉と、左右主翼下2か所ずつ（折り畳み箇所の内側と外側に、1つずつ）のハードポイントに搭載される。兵装の最大搭載量は、S.1では8,000ポンド、S.2では16,000ポンドとされている。また航空機関砲は一切搭載していない。
爆弾倉は一般的な左右に分かれて開くヒンジ式の扉ではなく、扉部分が機体中心線部分を軸にして180度裏返しになる回転式であり、爆弾を搭載するパイロンは爆弾倉の扉の裏面に装着される。
バッカニアは上記のように、ソビエト海軍水上艦隊への核攻撃を主目的として開発された。開発当初は、核弾頭を搭載したグリーンチーズ空対艦ミサイルを装備する予定だったが、グリーンチーズミサイルの開発が中止されたため、代替として自由落下式核爆弾のレッドベアードもしくはWE.177を使用することになった。

## 運用

### イギリス海軍

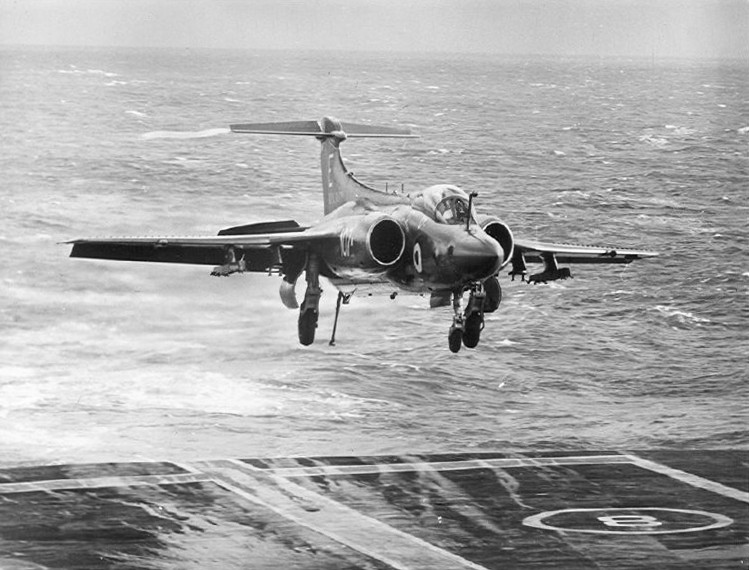
イーグルに着艦するバッカニアS.2。

長期間の実用テストを経て1961年からスーパーマリン シミターと交代する形で部隊配備が開始された。最初の量産型であるS.1にはデハビランド製ジャイロン・ジュニアエンジンが搭載されたが、出力不足が問題で武装と燃料を満載した状態では航空母艦から発進することができず、燃料を半分まで減らして運用するという制約があった。
1963年に初飛行したS.2ではロールス・ロイス製スペイエンジンが採用され、これらの問題を解決した。S.1は1966年11月までにS.2と交代した。乗せられた空母はヴィクトリアスやハーミーズ、イーグル、アーク・ロイヤルなど多岐に及ぶ。
1978年にイギリス最後のCTOL空母であるアーク・ロイヤルが退役したため、イギリス海軍からバッカニアは退役し、残存機はすべて空軍に移管された。

### イギリス空軍
陳腐化したキャンベラ軽爆撃機の後継機であるBAC TSR-2の開発が1965年に労働党政権により中止され、さらにその代替機とされたF-111Kの導入も財政難を理由に中止された結果、1968年から空軍にも配備されるようになった。その後、イギリス海軍は航空母艦の全廃を決定し、CTOL空母を運用しなくなったため、海軍に配備されたバッカニアは全て改修されて空軍に移管された。
優秀な低空飛行性能を持つバッカニアは、アメリカ空軍をはじめとするNATO諸国との演習においても一目置かれる存在であった。しかし、1979年と1980年に発生した墜落事故の結果、実に3分の2の機体で主翼の前桁に亀裂が生じていることが判明した。12Gまで耐えられる頑丈な設計のバッカニアも、機体に大きな負担がかかる長年の低空任務で損傷していたのである。この結果、修理とコストが見合わないと判断された一部の機体が退役し、バッカニアの機数は減少することとなった。
1978年には一部のバッカニアS.2Bが左舷内側ハードポイントにAN/ASQ-153(E) ペイブ・スパイク照準ポッドを搭載できるように改修された。尚、照準用のテレビ画像装置はAJ.168マーテルTV誘導ミサイル用の物が流用された。

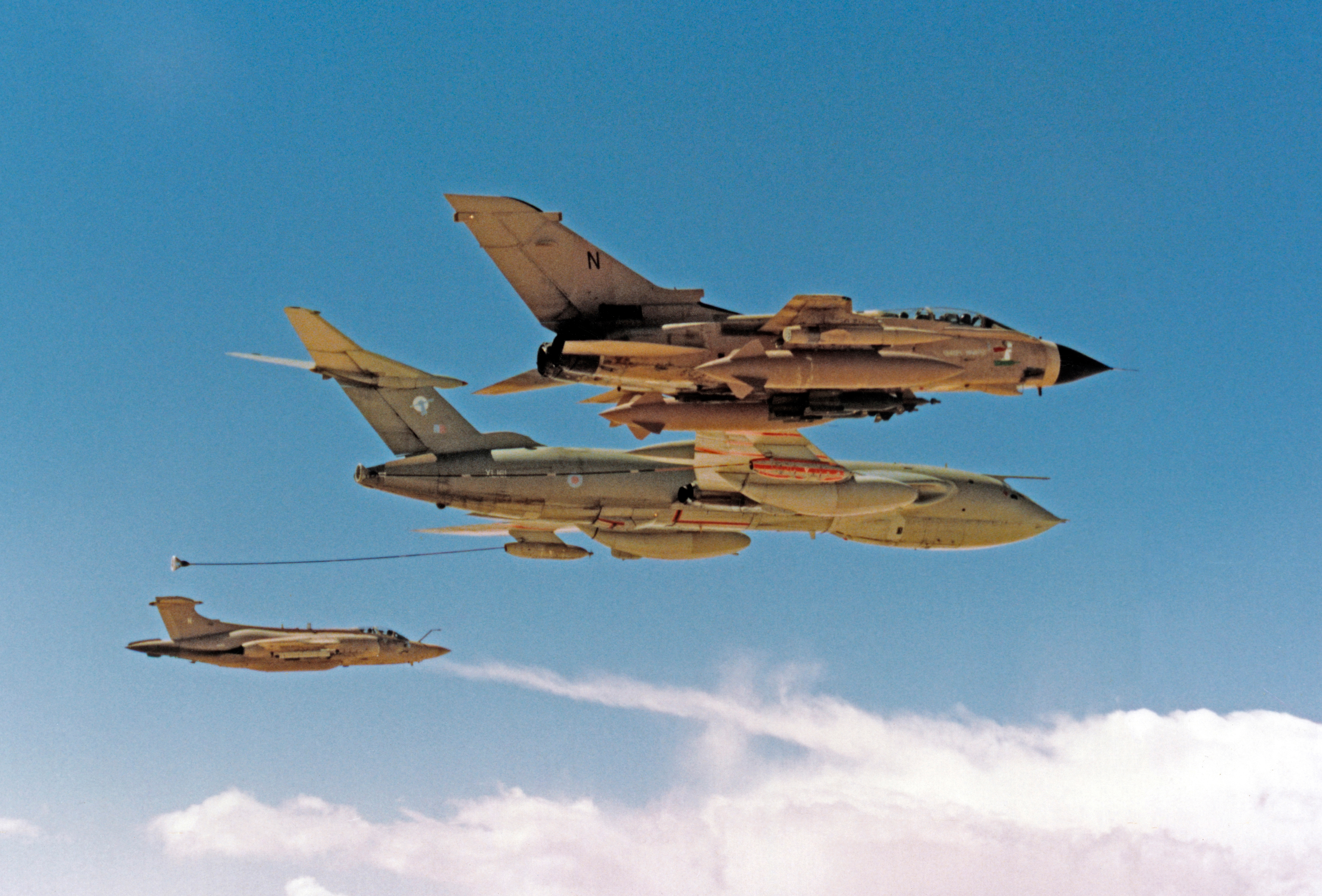
湾岸戦争中に空中給油を受けるトーネードGR.1（手前）とバッカニアS.2（奥）。

英軍のバッカニアの最初で最後の実戦参加は1991年に勃発した湾岸戦争（グランビィ作戦）であり、第12飛行隊と第208飛行隊から派遣された12機のバッカニアがトーネード IDSが投弾したレーザー誘導爆弾を誘導する任務に就いた。同戦争におけるイギリス空軍のレーザー誘導爆弾投下任務では、レーザー照射を行うバッカニア1機とレーザー誘導爆弾を携行投下するトーネード2機の編隊が2個編成される6機編隊で作戦行動を行った。
低空での危険な行動が多かったものの、参加した12機は合計226回もの任務を全うし全機が帰還した。湾岸戦争後の1994年3月31日に、バッカニアは長い現役生活に終止符を打ち退役した。

### 南アフリカ空軍

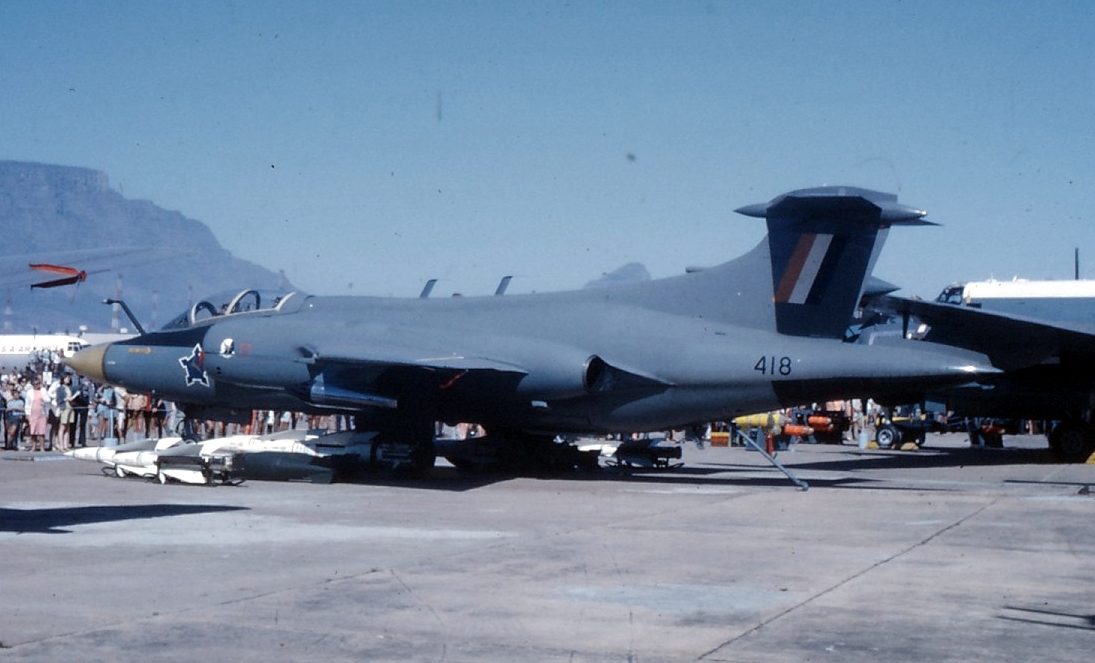
南アフリカ空軍のバッカニアS.50

南アフリカ空軍  (South African Air Force) は、イギリス以外で唯一バッカニアを導入した国である。1963年に16機のS.50を導入する契約を交わし、1965年から導入された機体は第24飛行隊 (24 Squadron SAAF) に配備された。
バッカニアS.50は、基本的にはバッカニアS.2に準じた機体であるが、主翼の油圧式折り畳み機構を撤去するとともに、高温高地での運用に備えて後部胴体にブリストル・シドレー BS.605 離陸補助用ロケットエンジンを搭載した。
バッカニアは後の1960年代後半～80年代にかけての南アフリカ国境戦争や、アンゴラ内戦への介入においても、その航続距離と低空侵攻能力を活かして、南アフリカ空軍の対地攻撃機の主力の一角であり続けた。
契約では16機のほかに14機のオプションを持っていたが、労働党政権が人種隔離政策を行う南アフリカへの輸出規制を行ったために14機のオプションは行使されず、国連決議による武器輸出禁止によって予備部品も入手できない状況となった。1978年のアンゴラとの紛争において初の実戦参加を行うが、事故などの損耗によりこの時点での残存機は6機であった。1988年12月にアンゴラおよびキューバとの和平条約が調印されたが、最後の出撃は同年5月、退役時の残存機は4機で、9機が事故で失われたことになる。
1991年に退役し、同時に配備部隊である第24飛行隊も解散した。
また、ケープタウン国際空港にて航空機の整備事業などを行っていたサンダーシティ社がライトニングやホーカー ハンターと共に体験搭乗を行っていたが、2009年に航空ショーでライトニングの墜落事故を起こし、事故後の調査で整備事業に不備が発覚し2010年に法人としての飛行許可取り消し。2017年にオーナーが死去後、同地の航空機整備企業のハンガー51がサンダーシティ社のコレクションを購入し、コレクションに含まれていたバッカニアもハンガー51の所有となった。

## バリエーション
- バッカニアNA.39 - 試作機・前量産機。20機製造[2]
- バッカニアS.1 - 英海軍向け前期量産型。エンジンはデ・ハビランド製ジャイロン・ジュニア101 ターボジェットエンジン。40機製造[2]。
- バッカニアS.2 - 英海軍向け後期量産型。エンジンをロールス・ロイス製スペイ ターボファンエンジンに変更。84機製造[2]。
- バッカニアS.2A - S.2のうち、英空軍に移管された機体に新たに与えられた番号。62機が海軍から空軍に移管[2]。
- バッカニアS.2B - 英空軍向けの派生型で、対レーダーミサイルと空対艦ミサイルの運用能力を付与。49機製造[2]。
- バッカニアS.2C - S.2Aのアビオニクスをアップグレードした機体[2]。
- バッカニアS.2D - S.2Bの改良型で、マーテル対レーダーミサイルの運用システムを搭載し、爆弾槽ドアタンクを撤去[2]。
- バッカニアS.50 - 南アフリカ空軍向けの機体。S.2を元にしているが、主翼の自動折り畳み装置を撤去するとともに、後部胴体にブリストル・シドレー BS.605 離陸補助用ロケットエンジンを搭載。16機製造[2]。

## オペレーター
- 南アフリカ共和国
  - 南アフリカ空軍
- イギリス
  - イギリス海軍
  - イギリス空軍
- 民間
  - サンダーシティ

南アフリカ空軍の退役機を採用

## スペック (S.2)
諸元
- 乗員: 2名
- ペイロード: 7,258 kg （16,000 lb）
- 全長: 19.3 m （63 ft 5 in）
- 全高: 4.97 m （16 ft 3 in）
- 翼幅: 13.4 m（44 ft）
- 翼面積: 47.82 m2 （514.7 ft2）
- 空虚重量: 14,000 kg （30,000 lb）
- 運用時重量: 28,000 kg （62,000 lb）
- 最大離陸重量: 24,494 kg （55,000 lb）
- 動力: ロールス・ロイス スペイ Mk 101 ターボファンエンジン、49 kN （11,100 lbf）  × 2

性能
- 最大速度: 1,040 km/h （560 kt）
- 航続距離: 3,700 km （2,300 mi）
- 実用上昇限度: 12,200 m （40,000 ft）
- 翼面荷重: 587.6 kg/m2 （120.5 lb/ft2）
- 推力重量比: 0.36

武装
- * 最大搭載量：胴体内および主翼下ハードポイントに最大5,400kg

## 登場作品

### 漫画
『エリア88』
サキの副司令、ラウンデル少佐の乗機として登場。

### ゲーム
『エースコンバット2』
プレイヤー機としては操作できず、敵機としてのみ登場する。

### アニメシリーズ
『ナジカ電撃作戦』
第8話「Mission 008 欲望の空は戦い渦巻く炎と共に』のエピソードにおいて、主人公「柊七虹香」（ひいらぎ なじか）とその相方「リラ」が搭乗する。